# Tullio Bozza
Tullio Bozza (Nàpols, 3 de febrer de 1891 - Nàpols, 13 de febrer de 1922) va ser un tirador d'esgrima italià que va competir en els anys posteriors a la Primera Guerra Mundial. Va tenir una relació sentimental amb la poetessa italiana Sibilla Aleramo.
El 1920 va prendre part en els Jocs Olímpics d'Anvers, on disputà dues proves del programa d'esgrima. En la competició d'espasa per equips guanyà la medalla d'or, mentre en la d'espasa individual fou quart.